# باشگاه فوتبال بادالونا
باشگاه فوتبال بادالونا (انگلیسی: CF Badalona) یک تیم فوتبال اسپانیایی مستقر در بادالونا، در منطقه خودمختار کاتالونیا است. در سال ۱۹۰۳ تأسیس شد و در ترکرا فدراسیون - گروه ۵ بازی می‌کند و به طور موقت بازی‌های خانگی را در ورزشگاه شهرداری بادالونا با ظرفیت ۴۱۷۰ صندلی برگزار می کند.